# فیات ۱۱۰۰
فیات ۱۱۰۰ (Fiat ۱۱۰۰) خودرویی است که در سال‌های ۱۹۳۷ تا ۱۹۶۹در تورین ایتالیا، مراکش، آرژانتین، استرالیا، هندوستان و ایران تولید شده‌است.
این خودرو در کلاس خودرو شهری قرار گرفته و طراحی آن خودروهای موتور جلو-محور عقب بوده است.
موتورهای آن ۱۰۸۹ و ۱۲۲۱ سی‌سی، بنزینی و سیستم جعبه‌دندهٔ آن ۴ دنده به صورت دستی است.